# Vici Properties
Vici Properties es un grupo de inversión en activos inmobiliarios (REIT) especializado en propiedades de casinos, con sede en la ciudad de Nueva York. Se formó en 2017 como una escisión de Caesars Entertainment Corporation como parte de su reorganización por quiebra. Posee 53 casinos, hoteles, hipódromos y 4 campos de golf en Estados Unidos y Canadá.

## Historia
La compañía se originó el 15 de enero de 2015 cuando la subsidiaria del operador de casinos Caesars Entertainment Corporation, Caesars Entertainment Operating Company, Inc., se vio obligada a declararse en quiebra debido a deudas que superaban los 10 mil millones de dólares. Sin embargo, los inversores obligaron a la empresa matriz a asumir la culpa para poder cobrar las deudas que tenían. Caesars propuso que la empresa se convirtiera en dos empresas, un REIT propietario de los casinos y una empresa que los opera, con el fin de proporcionar los máximos dividendos a los inversores y acreedores a través de normas fiscales favorables para los REIT. Varios miembros del Congreso de los Estados Unidos. criticaron esto y argumentaron que era un abuso de las leyes que rigen los REIT, también exigieron que el Secretario del Tesoro de los Estados Unidos, Jack Lew, y el Servicio de Impuestos Internos (IRS) de los Estados Unidos actuaran, pero no fue nada. Vici Properties se constituyó oficialmente el 6 de octubre de 2017, momento en el que poseía 19 casinos, cuatro campos de golf y una pista ecuestre, todos arrendados a Caesars por un alquiler anual de 630 millones de dólares. En diciembre, Vici adquirió el casino Harrah's Las Vegas de Caesars por 1.140 millones de dólares, pero lo volvió a arrendar inmediatamente por 87,4 millones de dólares al año. En enero de 2018, el competidor MGM Growth Properties hizo una oferta por ellos por un valor de hasta 5.850 millones de dólares, oferta rechazada por Vici.